# Центрально-Заводська лінія
Центра́льно-Заводська́ лі́нія — єдина діюча лінія Дніпровського метрополітену, відкрита 29 грудня 1995 року. Складається з шести станцій та одного електродепо «Діївка».
Нумерація колій: «Покровська» — «Вокзальна» — I, «Вокзальна» — «Покровська» — II.

## Історія будівництва
| Дата           | Пускові об'єкти                                 | Довжина |
| -------------- | ----------------------------------------------- | ------- |
| 27 грудня 1995 | Електродепо «Діївка» (ТЧ-1)                     |         |
| 29 грудня 1995 | Дільниця «Покровська» — «Вокзальна» (6 станцій) | 7,8 км  |

## Перейменування
24 листопада 2015 року, згідно з Розпорядженням міського голови «Про перейменування топонімів м. Дніпропетровська» № 882-р, станція «Комунарівська» була перейменована на «Покровську».

## Перспектива розвитку
Наразі на лінії будуються ще три станції — «Театральна», «Центральна» та «Музейна». Генеральним планом розвитку міста, у майбутньому, передбачається, що лінія буде прокладена до житлового масиву «Перемога», а також на захід — у бік житлового масиву «Парус»

## Рухомий склад
Від початку відкриття метрополітену лінія обслуговується вагонами серії 81-717.5М та 81-714.5М.